# Záray Márta
Záray Márta (Bánhida, 1926. augusztus 28. – Budapest, 2001. március 31.) SZOT- és kétszeres EMeRTon-díjas magyar énekesnő. A magyar tánczene egyik jelentős alakja volt, akárcsak férje, Vámosi János.

## Élete
Tatabányán, bányászcsaládban született. (Szülővárosának később a Tatabányai lány című dalban állított emléket.) Két testvére volt, bátyja, Géza a második világháborúban halt meg. 1946-ban elvégezte az Országos Színészképzőt. 1950-től az EMKÉ-ben kezdett énekelni, ahol megismerte későbbi férjét, Vámosi Jánost. 1953-ban házasodtak össze, a későbbiekben együtt énekeltek. 1977-ben a magyar állam SZOT-díjjal ismerte el munkásságát. 2001-ben halt meg hosszas mozgásszervi betegség után.
Az 1955-ben készült 2x2 néha 5 című filmben is feltűnt.
Sírja, ahol férjével együtt nyugszik, Tatabányán, az Újtelepi temetőben található.

## Díjak
- SZOT-díj – állami kitüntetés (1977)
- EMeRTon-díj (1989)
- A Magyar Köztársasági Érdemrend kiskeresztje – állami kitüntetés (1994)
- m-Díj (a Magyar Televízió különdíja) (2000)
- EMeRTon-díj (2002) /posztumusz/
- 2013-ban közterületet neveztek el róla, szülővárosában Tatabányán

## Lemezei
- 1977 Homokóra
- 1978 Nekünk találkozni kellett
- 1980 Ének az esőben
- 1982 Köszönet a boldog évekért
- 1984 Ketten az úton
- 1985 Gól
- 1987 Álomvilág
- 1988 Halló, itt jóbarát
- 1990 Aranyalbum
- 1992 Micsoda évek vannak mögöttünk

## Záray Márta – Vámosi János Díj

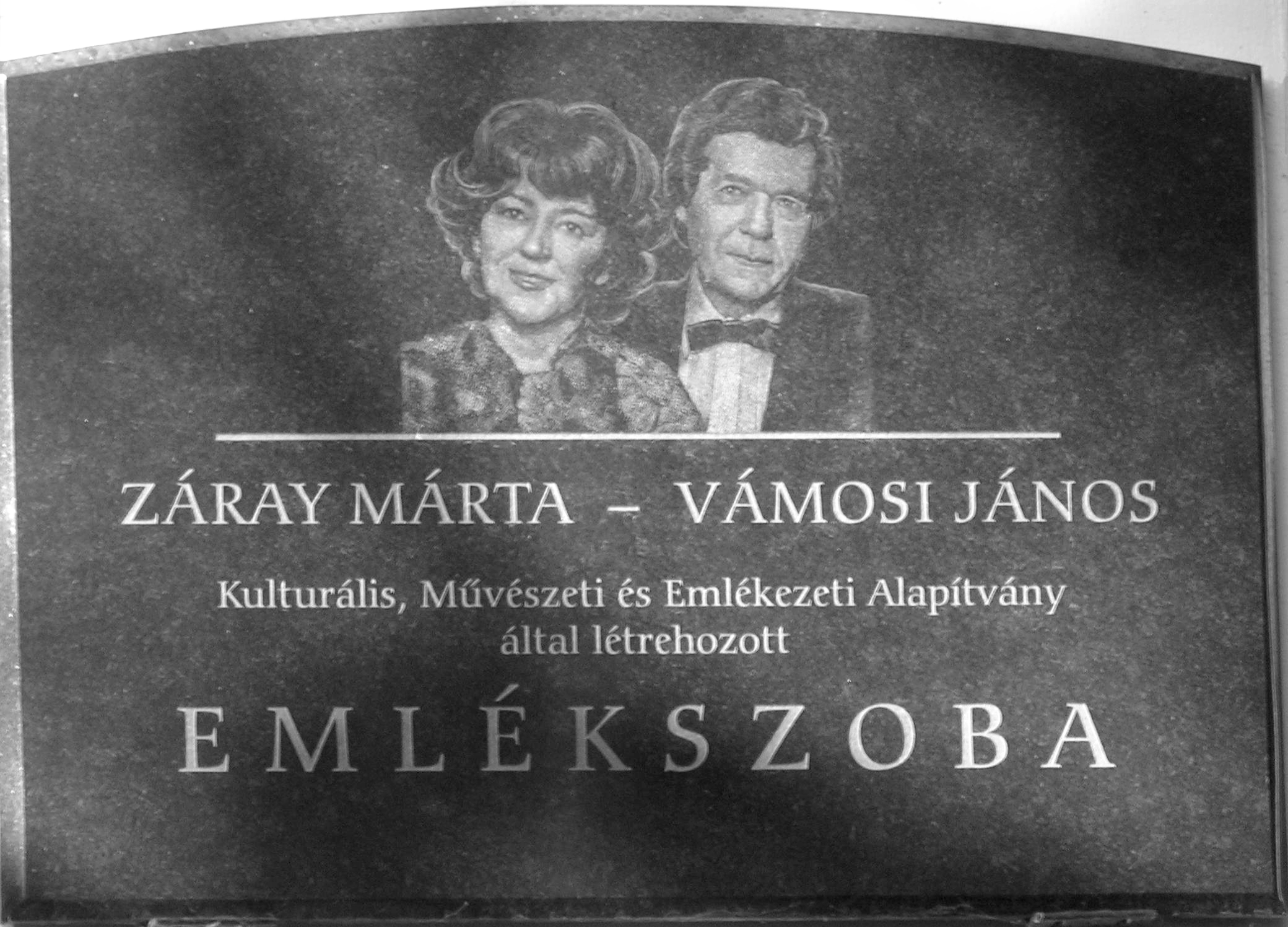
Emléktáblák Budapest II. kerületében
Záray Márta és Vámosi János

Keresztlányuk kezdeményezésére létrehozták a Záray Márta – Vámosi János Kulturális, Művészeti és Emlékezeti Alapítványt azzal a céllal, hogy őrizze és ápolja a művészházaspár zenei hagyatékát. 2002-ben egykori otthonukban (Budapest II. kerület Orsó utca 13.) emlékszobát nyitottak, valamint nevükkel díjat alapítottak. A díjjal azok előadóművészeket ismerték el, "akik tovább járják az utat", azaz tehetségükkel szolgálják a közönséget.
- Díjazottak:
  - 2002
    - Kovács Kati Liszt Ferenc- és Kossuth-díjas előadóművész, dalszerző, színművésznő
    - Aradszky László táncdalénekes,
    - Korda György táncdalénekes,
    - Balázs Klári táncdalénekesnő,

  - 2003
    - Harangozó Teri táncdalénekesnő,
    - Payer András zeneszerző, táncdalénekes

  - 2004
    - Illényi Katica Liszt Ferenc-díjas előadóművész, hegedűművész

## Emlékezete
- Záray Márta–Vámosi János Emlékszoba, Budapest II. kerületében (1026, Orsó u. 13.) 2012-ig.
- Záray-Vámosi Emlékoldal a Facebookon[1]
- DVD: 
  - 2007 Záray-Vámosi (Koncert '94 interjúkkal • közreműködik Antal Imre) RnR Média[2]